# زبان اشاره عربستانی
زبان اشاره عربستانی زبان اشاره‌ای است که توسط ناشنوایان و کم شنوایان در عربستان سعودی استفاده می‌شود.